# 大鴉 (1935年の映画)

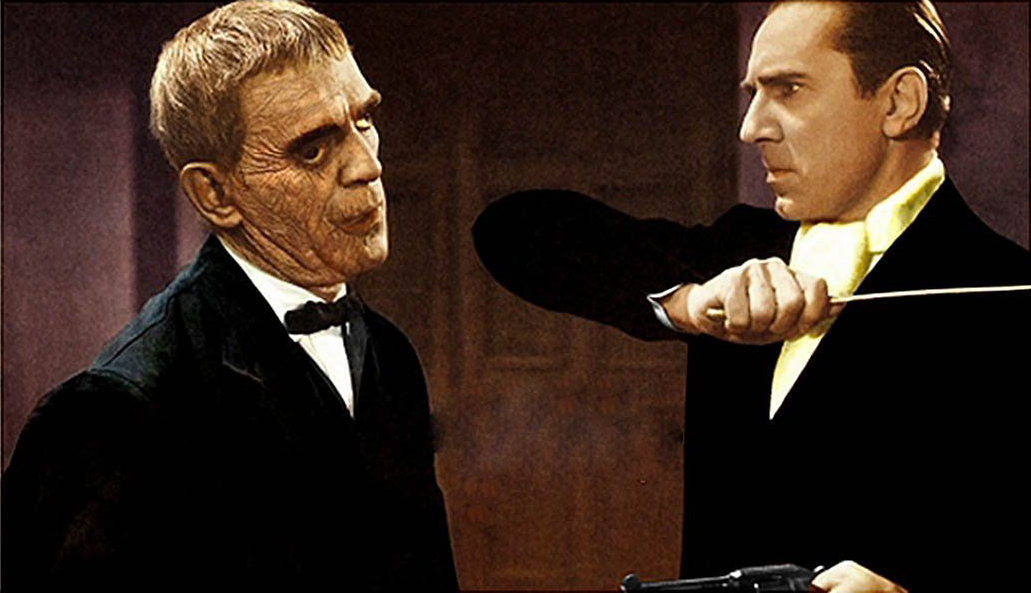
左からカーロフ、ルゴシ

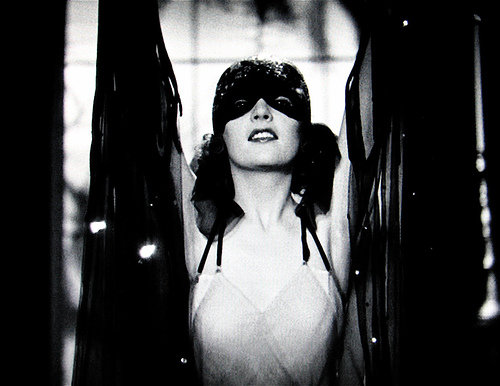
『大鴉』の朗読に合わせたダンス・パフォーマンス・シーン

『大鴉』（おおがらす、The Raven）は、1935年に公開されたアメリカ合衆国のホラー映画。監督はルー・ランダーズ、出演はボリス・カーロフ、ベラ・ルゴシ。エドガー・アラン・ポーの詩『大鴉』から着想を得たもので、ポーの世界に取り憑かれた天才外科医（ルゴシ）が脱走犯（カーロフ）を利用して屋敷に招いた人々を恐怖に陥れる。主人公はどちらかというとルゴシの役だが、クレジット上はカーロフの方が主役だった（表記は「ボリス・カーロフ」ではなく「カーロフ」）。
この映画の約30年後、カーロフは同名の映画『The Raven』（邦題は『忍者と悪女』。監督ロジャー・コーマン、共演ヴィンセント・プライス、ピーター・ローレ、ジャック・ニコルソン）に出演しているが、題名と原作詩への言及以外はまったく異なる内容である。

## あらすじ
ダンサーのジーンはドライブ中にハンドルを切り損ない、意識不明の重体に陥る。婚約者で医者でもあるジェリー・ホールデンは、ジーンを救えるのは天才外科医のリチャード・ヴォリン博士しかいないと言う。さっそく電話でヴォリン博士に手術を依頼するが、臨床医は辞めたのでできないと断られる。しかし諦めきれないジーンの父サッチャー判事はヴォリン博士の家まで押しかける。ヴォリン博士は承諾し、手術は無事成功する。
一ヶ月後、ジーンはエドガー・アラン・ポーの『大鴉』の朗読に合わせてダンス・パフォーマンスをできるまで健康を回復している。楽屋までやってきてジーンを称えるヴォリン博士にサッチャー判事は疑念を感じる。直接話し合ってみると、サッチャー判事のよみ通り、ヴォリン博士はジーンを愛していて、結婚の許しを乞う。しかし、年の差もあるし、ジーンにはれっきとした婚約者がいるのでサッチャー判事は断る。
ヴォリン博士の家を脱走犯のベイトマンが訪問する。整形で顔を変えたいという。逃走のためではなく、醜い顔のせいでこれまで犯罪を犯してきた、整形手術で普通の顔になれば更生できると思ってだった。ヴォリン博士は快諾して手術を行う。しかし、よけいに醜くなる。ヴォリン博士は治してやるから自分の命令に従えと脅し、ベイトマンはしかたなく承諾する。
ヴォリン博士は自宅でパーティを催し、サッチャー父娘、ホールデン医師らを招待する。真夜中、ベイトマンはサッチャー判事を拉致し、秘密の地下室に連れ込む。そこはヴォリン博士が敬愛するポーの小説『落とし穴と振り子』などを真似て作った拷問部屋だった。サッチャー判事は台に仰向けに縛り付けられ、上からナイフの振り子がじわじわと降りてくる。さらに、ジーンとホールデン医師は可動壁が中の人間を押し潰すからくり部屋に閉じ込められる。
しかし、ベイトマンは命をかけてからくり部屋からジーンたちを救い、逆にヴォリン博士を壁に閉じ込める。ジーンたちは間一髪でサッチャー判事を救出する。

## キャスト
- エドモンド・ベイトマン：ボリス・カーロフ
- リチャード・ヴォリン博士：ベラ・ルゴシ
- ジェリー・ホールデン：レスター・マシューズ（英語版）
- ジーン・サッチャー：アイリーン・ウェーア （英語版）
- サッチャー判事：サミュエル・・ハインズ（英語版）
- バートラム・グラント：スペンサー・チャータース（英語版）
- メアリー・バーンズ：イネズ・コートニー （英語版）
- ジョフリー：イアン・ウォルフ （英語版）
- ハリエット・グラント：メイデル・ターナー
- エドガー・アラン・ポー：レイン・バネット ※クレジットなし
- 犯罪者：アル・ファーガソン（英語版） ※クレジットなし
- チャップマン：アーサー・ホイト ※クレジットなし

## 宣伝
ユニバーサルのプレブックはカーロフ推しで、「メイクアップの達人」と宣伝した。エドガー・アラン・ポーに関しては、「エドガー・アラン・ポーは精神的落語者？」と問いかけ、登場人物は「ポー自身の反映」と書いた。また興行主には、学生に鑑賞を薦めるよう地元の高校や大学の先生たちに手紙を出すようアドバイスした。

## 反応
拷問、顔面破壊、復讐といった要素は1935年の観客には刺激が強すぎたのか、興行は伸び悩み、イギリスでは上映禁止処分を受けた。